# ميغيل أورتيز بيروكال
ميغيل أورتيز بيروكال (بالإسبانية: Miguel Ortiz Berrocal)‏ هو نحات إسباني، ولد في 28 سبتمبر 1933 في فيانويفا دي ألغايداس في إسبانيا، وتوفي في 31 مايو 2006 في أنتقيرة في إسبانيا بسبب سرطان البروستاتا.